# Parkland (Florida)
Parkland is een plaats (city) in de Amerikaanse staat Florida, en valt bestuurlijk gezien onder Broward County.
Op 14 februari 2018 vond er een schietpartij plaats op de Stoneman Douglas High School, waarbij zeventien mensen omkwamen.

## Demografie
Bij de volkstelling in 2000 werd het aantal inwoners vastgesteld op 13.835.
In 2006 is het aantal inwoners door het United States Census Bureau geschat op 23.329., een stijging van 9494 (68,6%)

## Geografie
Volgens het United States Census Bureau beslaat de plaats een oppervlakte van
27,9 km², waarvan 26,4 km² land en 1,5 km² water.

## Plaatsen in de nabije omgeving
De onderstaande figuur toont nabijgelegen plaatsen in een straal van 8 km rond Parkland.